# ボリス・セクリッチ
ボリス・セクリッチ（Boris Sekulić、1991年10月21日 - ）はユーゴスラビア・ベオグラード出身のサッカー選手。スロバキア代表。MLS・シカゴ・ファイアーFC所属。ポジションはDF。

## 経歴

### クラブ
FKゼムンの下部組織を卒業後FKベオグラードでプレー。19歳で生まれ育ったセルビアを離れてスロバキア1部に属するFC VSSコシツェに移籍。2013－14年シーズンにスロヴェンスキー・ポハール（スロバキア・カップ）で優勝、翌シーズンにはスロバキア・スーパーカップで準優勝を果たした。
2015年7月に同リーグの名門ŠKスロヴァン・ブラチスラヴァに3年契約で移籍。リーグ戦で68試合に出場し2得点8アシストを記録。フォルトゥナ・リーガ（スロバキア1部）では2年連続準優勝し、2016-17年シーズンにはスロヴェンスキー・ポハール（スロバキア・カップ）での優勝を果たした。
UEFAヨーロッパリーグでは同クラブが出場した全試合（13試合）でフル出場し1得点1アシストを記録した。
2016-17年シーズンからはチームの主将に任命された。
チーム事情と対戦相手によって本職のセンターバックのみならず、左右のサイドバックとしてプレーすることも多々ある。
2018年6月20日、ブルガリアのPFC CSKAソフィアに移籍した。
2020年2月15日、シカゴ・ファイアーFCに3年契約で移籍した。

### 代表
2018年のキングスカップの決勝タイ戦で右サイドバックで先発し、代表初出場。

## タイトル

### クラブ
FC VSSコシツェ
- スロヴェンスキー・ポハール（スロバキア・カップ）優勝（1回）：2013-14
- スロバキア・スーパーカップ 準優勝（1回）：2014-15

ŠKスロヴァン・ブラチスラヴァ
- フォルトゥナ・リーガ（スロバキア1部）準優勝（2回）：2015-16、2016-17
- スロヴェンスキー・ポハール（スロバキア・カップ）優勝（2回）：2016-17、2017-18
- スロヴェンスキー・ポハール（スロバキア・カップ）準優勝（1回）：2015-16
- チェコスロバク・スーパーカップ 準優勝（1回）：2017

## 人物
2017年8月にスロバキアの国籍も取得した。